# كأس غينيا الاستوائية
كأس غينيا الاستوائية (بالفرنسية: Coupe de Guinée équatoriale de football)‏ (بالإسبانية: Copa Ecuatoguineana)‏ ، هي بطولة رسمية لكرة القدم في غينيا الإستوائية ، أسسها اتحاد الكرة عام 1974.